# Clientes (prostituição)
Clientes de prostitutas ou trabalhadores sexuais são às vezes conhecidos como johns ou tricks na América do Norte e punters na Grã-Bretanha e Irlanda. No uso comum entre trabalhadores sexuais e demais pessoas, o ato de negociar e depois atender um cliente é chamado de turning a trick.
As clientes femininas são às vezes chamadas de janes, embora a grande maioria dos clientes de prostituição seja masculina em quase todos os países.

## Lexicologia
Existem muitos termos para clientes, incluindo whoremonger, sex-buyer, gírias britânicas como punter, termos para quem está em veículo como kerb crawler, bem como gírias caribenhas para clientes femininas de gigolôs como milk bottle, longtail, yellowtail ou stella.
O termo trick às vezes é associado à América do Norte e punter ao clientelismo na Grã-Bretanha e Irlanda. Essas gírias são usadas tanto por prostitutas quanto por autoridades policiais para pessoas que solicitam prostitutas. O termo john pode ter se originado da prática de clientes usarem o nome "John", comum em países de língua inglesa, para manter o anonimato. Em alguns lugares, homens que circulam em bairros da luz vermelha para solicitar prostitutas também são chamados de kerb crawlers.

## Motivação
Estudos indicam que a maioria dos clientes procura prostitutas para satisfazer desejos sexuais não atendidos ou para estabelecer laços sociais com mulheres. Outros motivos incluem experiências sexuais alternativas (como ménage à trois ou kink), dificuldade em encontrar parceira atraente, busca de espaço livre de julgamentos, falta de tempo ou disponibilidade emocional, deficiência física, ou desejo de sexo sem envolvimento afetivo.

## Demografia
Segundo Sabine Grenz, da Universidade de Gotemburgo, os clientes vêm de todas as classes socioeconômicas, incluindo "corretores de ações, caminhoneiros, professores, padres ou agentes da lei." Assim, "não há características sociais que distingam em essência os johns de outros homens."
De acordo com Megan Lundstrom, do Free Our Girls, 80% a 90% dos clientes são homens casados. Um estudo do Health and Social Life indicou que 55% dos clientes são casados ou vivem em união estável. Apenas 39% dos clientes sabem que podem contrair uma infecção sexualmente transmissível (IST) ao receber sexo oral.
Segundo Melissa Farley, diretora-executiva do Prostitution Research & Education, 60% dos clientes usam preservativos. Uma pesquisa na Geórgia mostrou que 83% dos clientes deixariam de comprar sexo se fossem expostos (nome e foto) em outdoors. Um estudo da Shared Hope International e da Universidade Estadual do Arizona indicou que 21,6% dos clientes tinham profissões de autoridade ou confiança, como policiais, advogados ou militares.
No Canadá, a idade média de um cliente está entre 38 e 42 anos, tendo comprado sexo cerca de 100 vezes ao longo da vida. Aproximadamente 70% concluíram universidade ou faculdade e ganham mais de 50 000 dólares canadenses por ano.
Os clientes de prostitutas na maioria dos países são esmagadoramente do sexo masculino. A faixa etária mais comum em países em desenvolvimento são os vintenários (na casa dos vinte anos).

## Finanças
A acessibilidade da prostituição varia conforme a região. Os preços são mais baixos onde é legalizada, devido à concorrência que atrai tanto turistas sexuais quanto clientes locais. A revista Time descreveu a Alemanha como a "capital mundial da prostituição a preços de banana", em referência aos valores reduzidos.
Quando o público atendido em determinada localidade passa a incluir novatos de classe média ou alta, o consequente aumento de preços tende a reduzir a procura dos clientes menos abastados. Em jurisdições com penalidades rigorosas contra a compra de sexo, multas podem levar clientes de baixa renda à ruína financeira.

## Maus-tratos e vitimização
Quando a interação entre clientes e trabalhadores sexuais ocorre em países onde bordéis são ilegais, o comércio costuma acontecer em áreas com alta criminalidade, expondo clientes a crimes ou envolvimento em atividades ilícitas. Segundo Chris Atchison, ex-professor de sociologia da Simon Fraser University em Colúmbia Britânica, Canadá, clientes são verbalmente agredidos, roubados e fisicamente atacados em 18%, 14% e 4% dos casos, respectivamente. Na Irlanda, houve aumento significativo de ataques físicos a trabalhadores sexuais após leis que criminalizaram a compra de sexo. Clientes também podem ser vítimas de extorsão, golpes e chantagem.

## Percepções
A visão sobre clientes variou conforme o tempo e o lugar. Em certos períodos, eram vistos como facilitadores de infidelidade e quebra de votos matrimoniais. Em outros, especialmente em guerras ou eventos que separavam os sexos, havia mais compreensão devido ao risco de mutilação ou castração entre soldados reprimindo seu desejo. Hoje, clientes são às vezes vistos como impulsionadores do tráfico humano e infantil. Clientes femininas costumam receber menos julgamento, possivelmente pela curiosidade gerada pela novidade.

## Tratamento legal
A forma como clientes são tratados pela lei varia conforme o país e a jurisdição. As leis mais rigorosas contra compradores de sexo são conhecidas como modelo nórdico, que pune o comprador em vez do trabalhador sexual. Começou na Suécia em 1999 e influenciou legislação na Noruega (2008), Islândia (2009), no Canadá (2014) e em Israel (2020). Críticos questionam sua eficácia (ver Críticas).
Na Alemanha, clientes de trabalhadores sexuais são obrigados a usar preservativos. Em 2018, a França elevou a multa pelo pagamento de sexo para até 1 500 euros. Na Itália, foi proposta multa de até 10 000 euros para frequentadores de prostitutas em 2016.
No Arizona, algumas polícias usam anúncios falsos online para atrair clientes de prostituição.

## Campanhas
Entre os opositores à criminalização de clientes está a irlandesa e advogada Laura Lee. Em países onde a prostituição é legal, como os Países Baixos, em vez de acusar clientes de tráfico, solicita-se que ajudem a identificar abusos. Na França, sindicatos de trabalhadores sexuais como Strass afirmam que multas a clientes tornam a prática mais perigosa ao forçá-la para a clandestinidade. Em 2023, um desafio constitucional contra a criminalização de trabalhadores sexuais no Ontário foi rejeitado pela Corte Superior de Ontário.
Em 2018, Papa Francisco descreveu clientes de prostituição como criminosos.

## Leitura complementar
- Makepeace, Clare (2011). «Punters and Their Prostitutes: British Soldiers, Masculinity, and Maisons Tolérées in the First World War». In:  Arnold, John H.; Brady, Sean. What is Masculinity?: Historical Dynamics from Antiquity to the Contemporary World. Col: Genders and Sexualities in History. Londres e Nova Iorque: Palgrave Macmillan. pp. 413–430. ISBN 978-0-230-30725-4. doi:10.1057/9780230307254_20